# Toynbee Hall
Toynbee Hall est le premier centre social inspiré par le Settlement movement ; l'idée est de pouvoir avoir un lieu où les différentes classes sociales cohabitent au sein d'une même résidence. Son nom rend hommage à Arnold Toynbee.  

## Historique

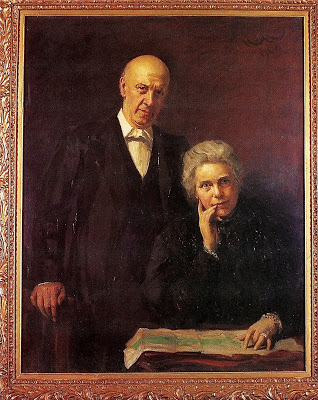
Samuel et Henrietta Barnett.

La communauté est fondée en 1884 par Samuel Barnett et son épouse dans la rue commerciale de Whitechapel dans l'Est londonien et elle est encore active aujourd'hui.
La résidence a été nommée d'après l'historien de l'économie Arnold Toynbee, décédé l'année précédant l'ouverture de l'établissement. 

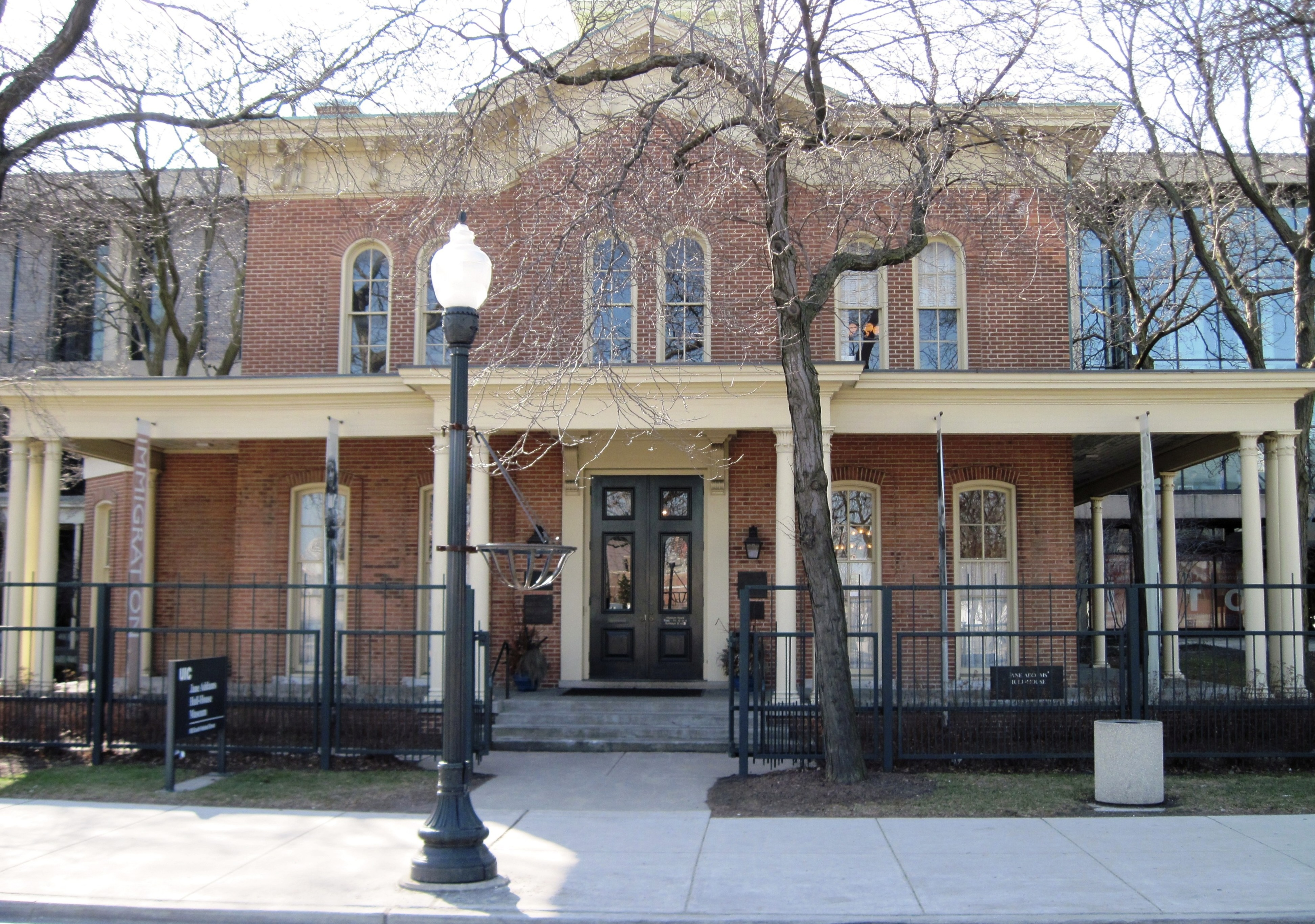
La Hull House à Chicago.

Toynbee Hall a été un modèle pour d'autres fondations et inspira notamment la Hull House à Chicago construit à la suite de la visite de Jane Addams. Addams décrivit le Toynbee Hall comme étant une « communauté d'hommes universitaires » qui tout en vivant sur place, tenaient leurs clubs de loisirs et de rencontres sociales à la maison. Le but recherché était donc de démontrer aux personnes pauvres vivant dans le quartier, qu'elles pouvaient prendre exemple sur le centre et former leur propre cercle.
En France, à l'initiative de Marie-Jeanne Bassot, les femmes organisatrices des résidences sociales ont créé une Fédération nationale des centres sociaux et socioculturels en 1922. Marie-Jeanne Bassot avait été invitée par Jane Addams aux États-Unis pour visiter Hull House.